# Caissargues
Caissargues est une commune française située dans le sud-est du département du Gard, en région Occitanie.
Exposée à un climat méditerranéen, elle est drainée par le Vieux Vistre et par divers autres petits cours d'eau. La commune possède un patrimoine naturel remarquable : un site Natura 2000 (les « costières nîmoises ») et une zone naturelle d'intérêt écologique, faunistique et floristique.
Caissargues est une commune rurale qui compte 4 077 habitants en 2022, après avoir connu une forte hausse de la population depuis 1962. Elle est dans l'agglomération de Nîmes et fait partie de l'aire d'attraction de Nîmes. Ses habitants sont appelés les Caissarguais ou  Caissarguaises.

## Géographie
Les communes limitrophes sont  Bouillargues, Garons, Nîmes et Saint-Gilles.
| Nîmes | Nîmes        | Bouillargues |
| Nîmes | Caissargues  |              |
| Nîmes | Saint-Gilles | Garons       |

### Localisation
Les communes de Nîmes, Bouillargues, Garons et Saint-Gilles sont limitrophes de la commune de Caissargues, qui est située dans la plaine agricole de la Vistrenque.

### Hydrographie et relief
Caissargues est traversé par une petite rivière d'apparence inoffensive mais qui gonfle subitement lors des pluies d'automne et provoque alors des inondations assez importantes : le Vistre.

### Climat
Pour des articles plus généraux, voir Climat de l'Occitanie et Climat du Gard.
En 2010, le climat de la commune est de type climat méditerranéen franc, selon une étude s'appuyant sur une série de données couvrant la période 1971-2000. En 2020, Météo-France publie une typologie des climats de la France métropolitaine dans laquelle la commune est exposée à un climat méditerranéen et est dans la région climatique Provence, Languedoc-Roussillon, caractérisée par une pluviométrie faible en été, un très bon ensoleillement (2 600 h/an), un été chaud (21,5 °C), un air très sec en été, sec en toutes saisons, des vents forts (fréquence de 40 à 50 % de vents > 5 m/s) et peu de brouillards.
Pour la période 1971-2000, la température annuelle moyenne est de 14,3 °C, avec  une amplitude thermique annuelle de 17,2 °C. Le cumul annuel moyen de précipitations est de 702 mm, avec 5,8 jours de précipitations en janvier et 2,7 jours en juillet. Pour la période 1991-2020, la température moyenne annuelle observée sur la station météorologique la plus proche, située sur la commune de Nîmes à 5 km à vol d'oiseau, est de 15,6 °C et le cumul annuel moyen de précipitations est de 734,4 mm,. Pour l'avenir, les paramètres climatiques de la commune estimés pour 2050 selon différents scénarios d’émission de gaz à effet de serre sont consultables sur un site dédié publié par Météo-France en novembre 2022.

### Voies de communication et transports

#### Transports en commun
Caissargues fait partie du réseau TANGO (Transport de l'Agglomération Nîmoise) et est desservi par quatre lignes : 
- la ligne de Tram-bus T1  qui relie le centre de Nîmes à Caissargues en 20 minutes (uniquement le dimanche) ;
- la ligne de Tram-bus T4  qui relie Caissargues au centre de Nîmes et à Marguerittes du lundi au samedi ;
- la ligne de bus 41  qui relie Nîmes, Caissargues, Garons (et vice-versa) ;
- la ligne de bus 42  qui relie Nîmes, Caissargues, et Saint Gilles (et vice-versa).

L'aéroport ne se situe pas très loin de Caissargues, à Garons et la gare TGV/TER se trouve à Nîmes.

### Milieux naturels et biodiversité

#### Réseau Natura 2000

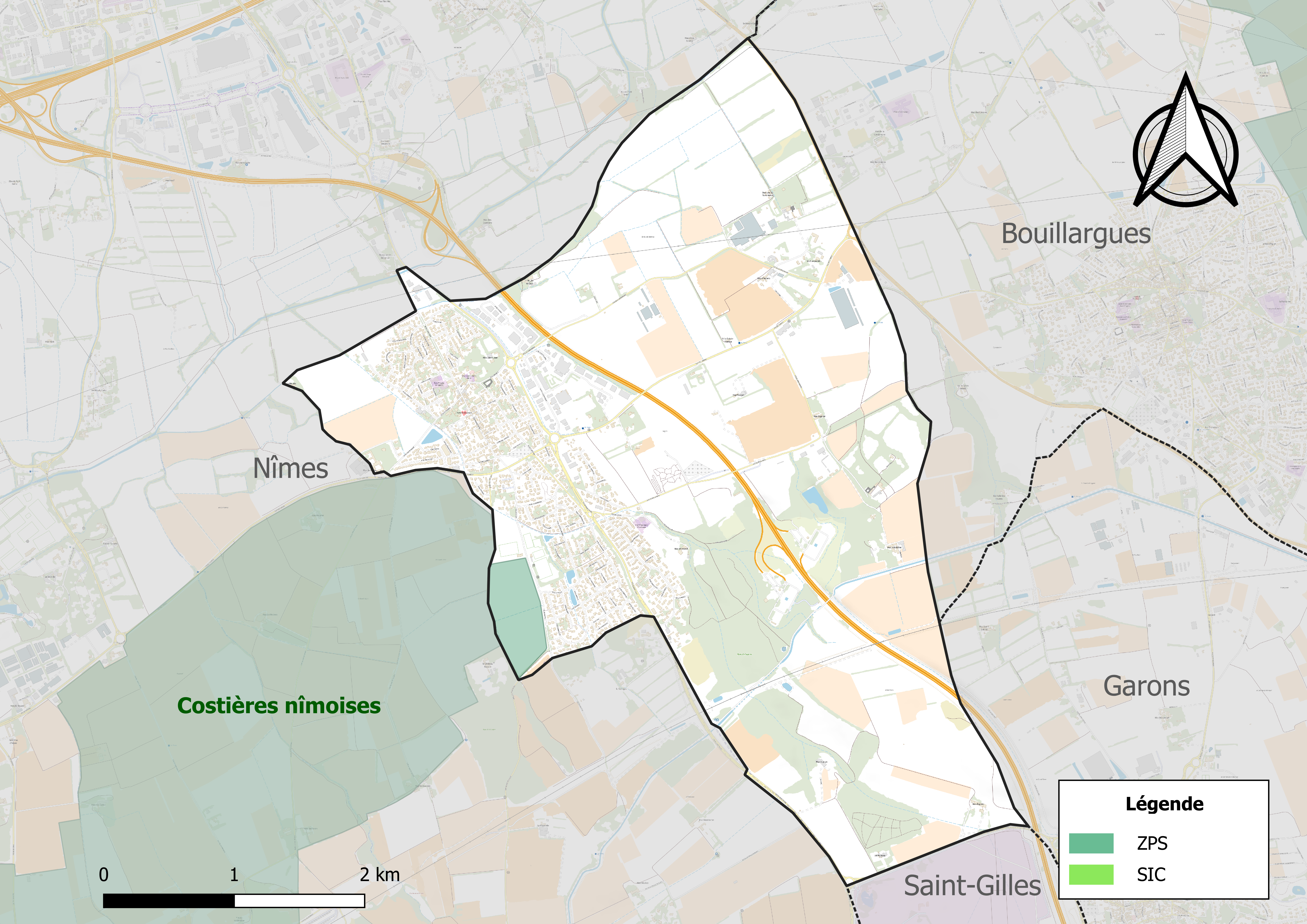
Sites Natura 2000 sur le territoire communal.

Le réseau Natura 2000 est un réseau écologique européen de sites naturels d'intérêt écologique élaboré à partir des directives habitats et oiseaux, constitué de zones spéciales de conservation (ZSC) et de zones de protection spéciale (ZPS).
Un site Natura 2000 a été défini sur la commune au titre  de la directive oiseaux : les « costières nîmoises », d'une superficie de 13 479 ha, qui accueillait, en 2004, 300 mâles chanteurs, soit 60% des mâles reproducteurs de la région et près du quart des mâles reproducteurs en France.

#### Zones naturelles d'intérêt écologique, faunistique et floristique

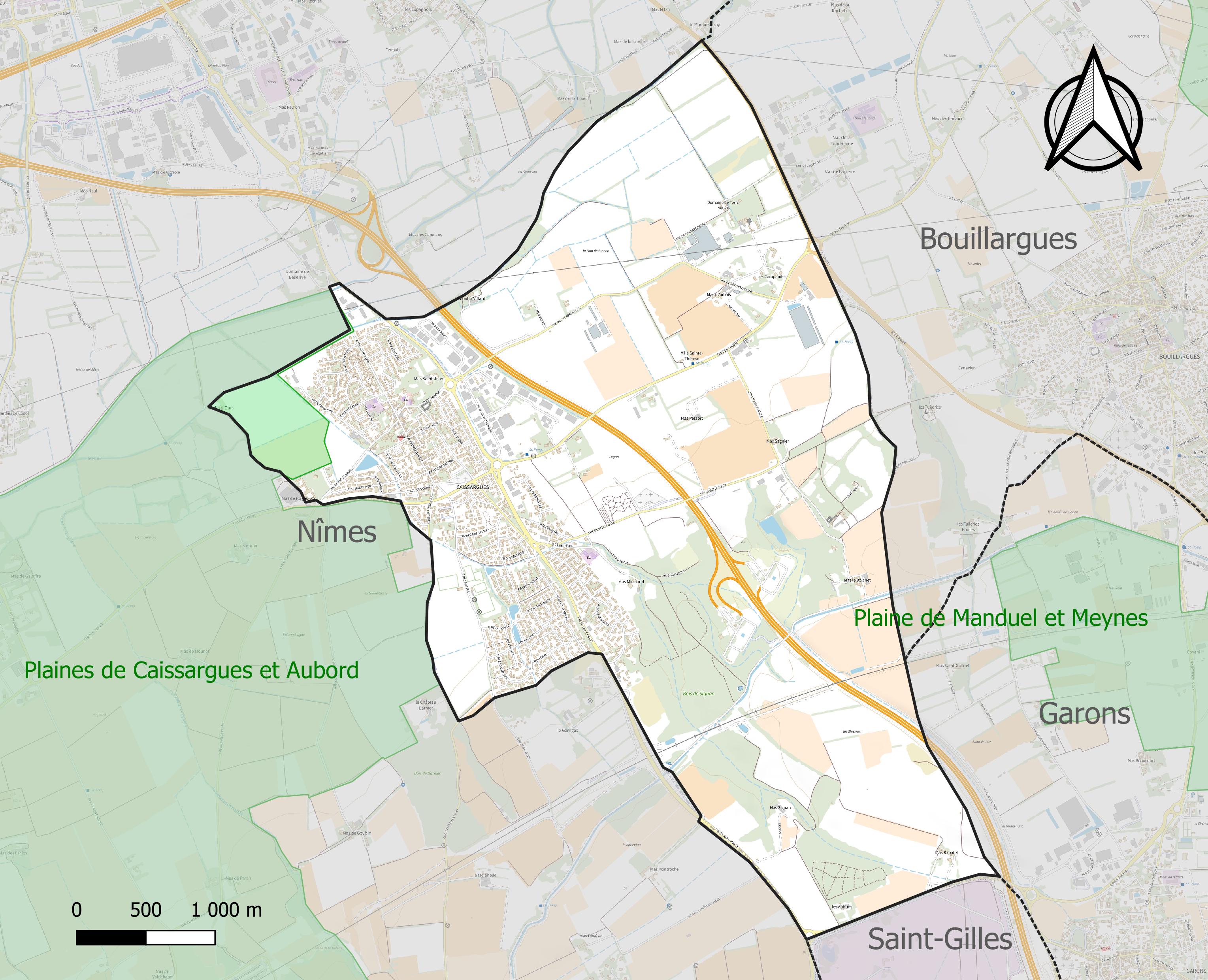
Carte de la ZNIEFF de type 1 localisée sur la commune.

L’inventaire des zones naturelles d'intérêt écologique, faunistique et floristique (ZNIEFF) a pour objectif de réaliser une couverture des zones les plus intéressantes sur le plan écologique, essentiellement dans la perspective d’améliorer la connaissance du patrimoine naturel national et de fournir aux différents décideurs un outil d’aide à la prise en compte de l’environnement dans l’aménagement du territoire.
Une ZNIEFF de type 1 est recensée sur la commune :
les « plaines de Caissargues et Aubord » (1 603 ha), couvrant 4 communes du département.

## Urbanisme

### Typologie
Au 1er janvier 2024, Caissargues est catégorisée bourg rural, selon la nouvelle grille communale de densité à sept niveaux définie par l'Insee en 2022.
Elle appartient à l'unité urbaine de Nîmes, une agglomération intra-départementale regroupant neuf  communes, dont elle est une commune de la banlieue,,. Par ailleurs la commune fait partie de l'aire d'attraction de Nîmes, dont elle est une commune de la couronne,. Cette aire, qui regroupe 92 communes, est catégorisée dans les aires de 200 000 à moins de 700 000 habitants,.

### Occupation des sols
L'occupation des sols de la commune, telle qu'elle ressort de la base de données européenne d’occupation biophysique des sols Corine Land Cover (CLC), est marquée par l'importance des territoires agricoles (67,6 % en 2018), en diminution par rapport à 1990 (71,9 %). La répartition détaillée en 2018 est la suivante : 
zones agricoles hétérogènes (49,4 %), cultures permanentes (18,1 %), zones urbanisées (15,9 %), zones industrielles ou commerciales et réseaux de communication (9,1 %), forêts (7,4 %). L'évolution de l’occupation des sols de la commune et de ses infrastructures peut être observée sur les différentes représentations cartographiques du territoire : la carte de Cassini (XVIIIe siècle), la carte d'état-major (1820-1866) et les cartes ou photos aériennes de l'IGN pour la période actuelle (1950 à aujourd'hui).

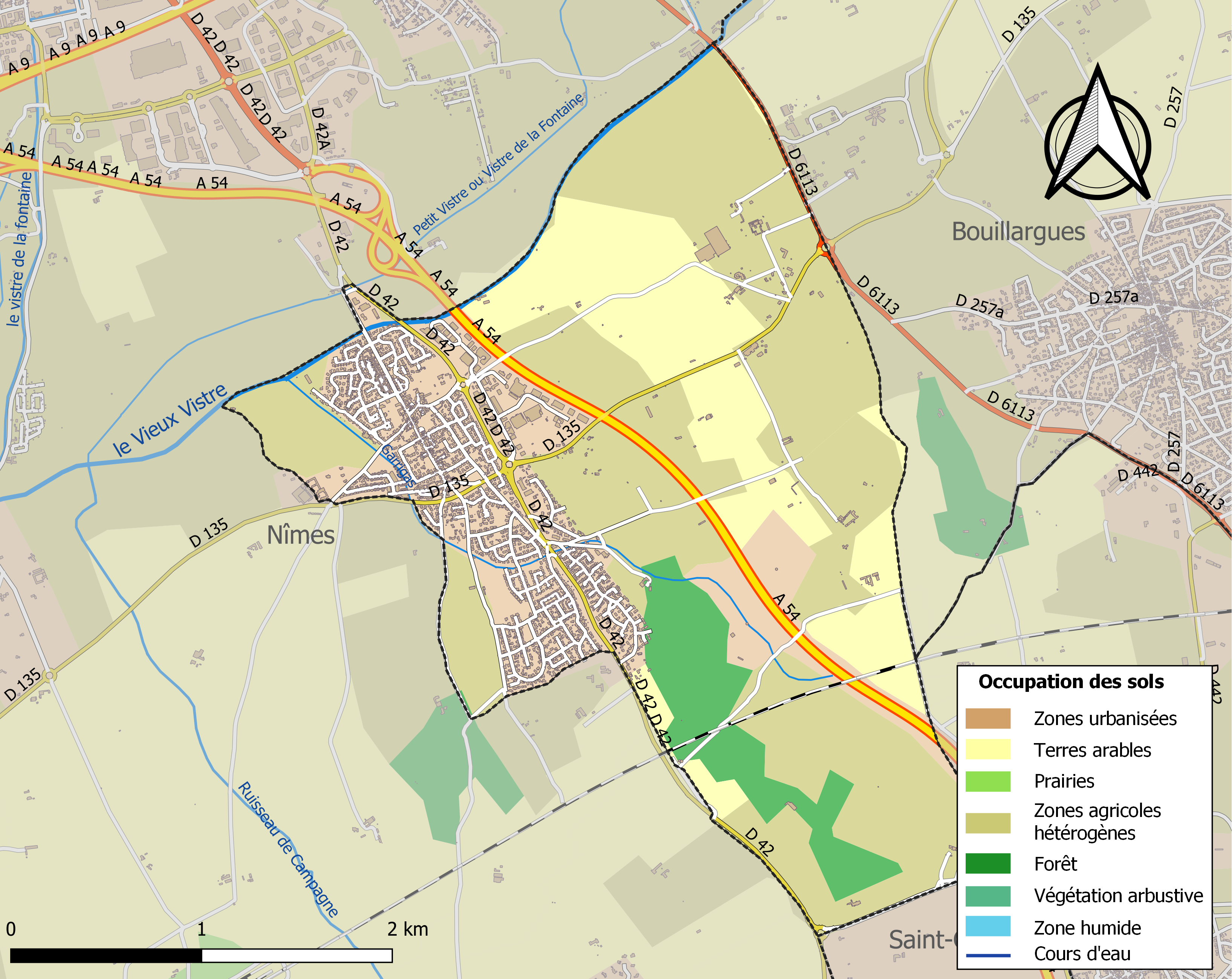
Carte des infrastructures et de l'occupation des sols de la commune en 2018 (CLC).

### Risques majeurs
Le territoire de la commune de Caissargues est vulnérable à différents aléas naturels : météorologiques (tempête, orage, neige, grand froid, canicule ou sécheresse), inondations, feux de forêts et séisme (sismicité faible). Il est également exposé à un risque technologique,  le transport de matières dangereuses. Un site publié par le BRGM permet d'évaluer simplement et rapidement les risques d'un bien localisé soit par son adresse soit par le numéro de sa parcelle.

#### Risques naturels
La commune fait partie du territoire à risques importants d'inondation (TRI) de Nîmes, regroupant 20 communes soumises aux aléas de ruissellement pour la commune de Nîmes et de débordements de cours d’eau, notamment du Vistre, d'un de ses affluents, le Rhôny, et plus à la marge du Rhône, à l’aval, un des 31 TRI qui ont été arrêtés fin 2012 sur le bassin Rhône-Méditerranée. Les événements significatifs passés relatifs à la Vistre sont des crues rapides et violentes, qui causent d’importants dégâts, voire des pertes humaines (octobre 1988, septembre 2002, décembre 2003, septembre 2005 notamment). Concernant le Rhôny, les principales crues recensées à Codognan ont eu lieu en 1845, 1933, 1945, 1958, 1963, 1976, 1987 et en octobre 1988. Cette dernière est la plus importante et marquante pour la population nîmoise. Des cartes des surfaces inondables ont été établies pour trois scénarios : fréquent (crue de temps de retour de 10 ans à 30 ans), moyen (temps de retour de 100 ans à 300 ans) et extrême (temps de retour de l'ordre de 1 000 ans, qui met en défaut tout système de protection),. La commune a été reconnue en état de catastrophe naturelle au titre des dommages causés par les inondations et coulées de boue survenues en 1982, 1987, 1988, 1990, 1998, 2002, 2005 et 2021,.

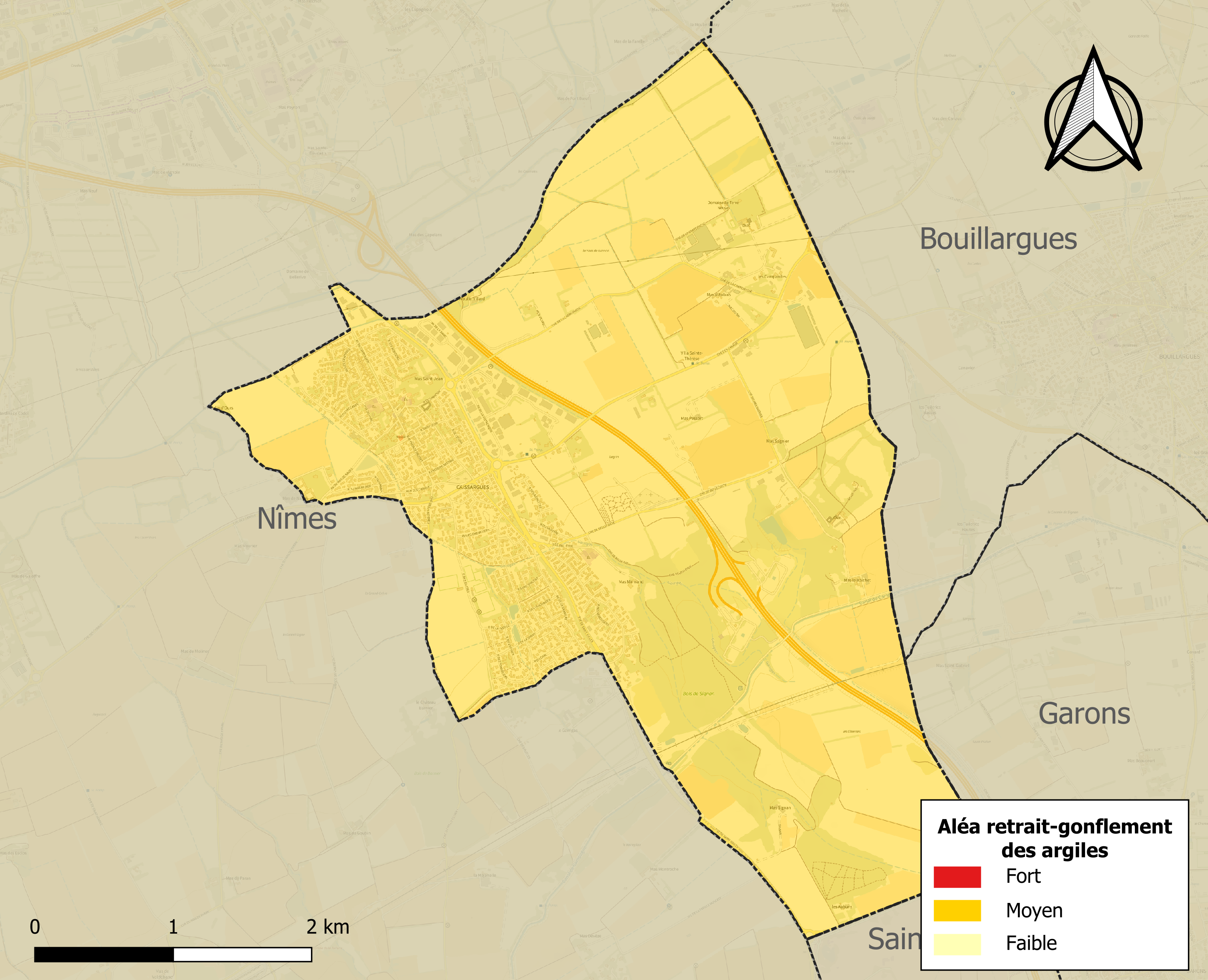
Carte des zones d'aléa retrait-gonflement des sols argileux de Caissargues.

Le retrait-gonflement des sols argileux est susceptible d'engendrer des dommages importants aux bâtiments en cas d’alternance de périodes de sécheresse et de pluie. La totalité de la commune est en aléa moyen ou fort (67,5 % au niveau départemental et 48,5 % au niveau national). Sur les 1 559 bâtiments dénombrés sur la commune en 2019, 1559 sont en aléa moyen ou fort, soit 100 %, à comparer aux 90 % au niveau départemental et 54 % au niveau national. Une cartographie de l'exposition du territoire national au retrait gonflement des sols argileux est disponible sur le site du BRGM,.
Par ailleurs, afin de mieux appréhender le risque d’affaissement de terrain, l'inventaire national des cavités souterraines permet de localiser celles situées sur la commune.

#### Risques technologiques
Le risque de transport de matières dangereuses sur la commune est lié à sa traversée par des infrastructures routières ou ferroviaires importantes ou la présence d'une canalisation de transport d'hydrocarbures. Un accident se produisant sur de telles infrastructures est en effet susceptible d’avoir des effets graves au bâti ou aux personnes jusqu’à 350 m, selon la nature du matériau transporté. Des dispositions d’urbanisme peuvent être préconisées en conséquence.

## Toponymie
Attestée sous les formes Caxanicus en 956, Caissanicus en 994, Caxanicus en 1007, Kassanguis en 1060, Caxanicœ, Cassanicœ, Casanicœ en 1076, In territorio Sancti-Salvatoris de Caissanicis, Caixanicœ, Caxanicœ, Caixanègues en 1114, Sanctus-Salvator de Caisanigues en 1119, Castrum de Caxanicis en 1208, Ecclesia Sancti-Salvatoris de Cassanicis en 1266, Cayssanicœ en 1310, Cayssanicœ ultra Vistrum en 1380, Ecclesia de Caysanicis en 1386, Caissanicœ en 1405, Caissargues en 1479, Quessargues en 1518, Quessargues en 1589, Cayssargues en 1671.
Ses habitants s'appellent les Caissarguais et Caissarguaises.

## Histoire

### Moyen Âge
Saint-Sauveur, prieuré bénédictin dépendant de Saint-Gilles.
Les guerres des Albigeois portèrent le trouble et la dévastation dans le village, en 1167.

### Époque contemporaine
La commune de Caissargues a été créée en 1904.

## Politique et administration

### Intercommunalité
La commune fait partie de la communauté d'agglomération Nîmes Métropole (CANIM), dont le siège se trouve à Nîmes.

### Jumelages
Caissargues est jumelée avec :
- Cocconato (Italie)
- Kartuzy (Pologne)

## Population et société

### Démographie
L'évolution du nombre d'habitants est connue à travers les recensements de la population effectués dans la commune depuis 1906. Pour les communes de moins de 10 000 habitants, une enquête de recensement portant sur toute la population est réalisée tous les cinq ans, les populations de référence des années intermédiaires étant quant à elles estimées par interpolation ou extrapolation. Pour la commune, le premier recensement exhaustif entrant dans le cadre du nouveau dispositif a été réalisé en 2004.

En 2022, la commune comptait 4 077 habitants, en évolution de +2,7 % par rapport à 2016 (Gard : +2,97 %, France hors Mayotte : +2,11 %).
| 1906 | 1911 | 1921 | 1926 | 1931 | 1936 | 1946 | 1954 | 1962 |
| ---- | ---- | ---- | ---- | ---- | ---- | ---- | ---- | ---- |
| 505  | 507  | 512  | 528  | 552  | 505  | 464  | 510  | 592  |

| 1968 | 1975  | 1982  | 1990  | 1999  | 2004  | 2006  | 2009  | 2014  |
| ---- | ----- | ----- | ----- | ----- | ----- | ----- | ----- | ----- |
| 800  | 2 143 | 3 300 | 3 292 | 3 326 | 3 763 | 3 886 | 3 742 | 3 948 |

| 2019  | 2022  | - | - | - | - | - | - | - |
| ----- | ----- | - | - | - | - | - | - | - |
| 4 150 | 4 077 | - | - | - | - | - | - | - |

### Enseignement

#### Primaire
Trois écoles primaires se trouvent à Caissargues dont une privée :
- L'école publique Cambourin (qui regroupe maternelle et élémentaire) se trouve au nord du village ;
- L'école privée Notre-Dame de Caissargues (qui regroupe maternelle et élémentaire) se trouve au centre du village, place de l'église ;
- L'école publique du Clos (qui regroupe maternelle et élémentaire) se trouve au sud du village.

#### Secondaire
Il existe plusieurs collèges aux alentours de Caissargues (aucun dans Caissargues). Les collèges se situent à Nîmes et à Bouillargues. Les plus fréquentés par les Caissarguais sont le collège public Les Fontaines à Bouillargues et le collège privé Emmanuel D'Alzon à Nîmes.
Tous les lycées se trouvent à Nîmes. Les plus fréquentés par les Caissarguais sont le lycée public Ernest-Hemingway (anciennement lycée Camargue) pour les baccalauréats généraux et technologiques, et le lycée public Dhuoda pour les baccalauréats professionnels.
Existe aussi le Lycée ALphonse Daudet à Nîmes menant aux classes préparatoires.

### Manifestations culturelles et festivités
Tous les ans durant le week-end prolongé de la Pentecôte se déroule la féria avec différentes attractions comme des manèges, des abrivados et des concerts le soir.

## Économie

### Revenus
En 2018  (données Insee publiées en septembre 2021), la commune compte 1 782 ménages fiscaux, regroupant 4 213 personnes. La médiane du revenu disponible par unité de consommation est de 23 650 € (20 020 € dans le département). 56 % des ménages fiscaux sont imposés (43,9 % dans le département).

### Emploi
|                | 2008   | 2013  | 2018  |
| -------------- | ------ | ----- | ----- |
| Commune        | 5,4 %  | 8,7 % | 9,7 % |
| Département    | 10,6 % | 12 %  | 12 %  |
| France entière | 8,3 %  | 10 %  | 10 %  |

En 2018, la population âgée de 15 à 64 ans s'élève à 2 346 personnes, parmi lesquelles on compte 75,3 % d'actifs (65,6 % ayant un emploi et 9,7 % de chômeurs) et 24,7 % d'inactifs,. Depuis 2008, le taux de chômage communal (au sens du recensement) des 15-64 ans est inférieur à celui de la France et du département.
La commune fait partie de la couronne de l'aire d'attraction de Nîmes, du fait qu'au moins 15 % des actifs travaillent dans le pôle,. Elle compte 1 593 emplois en 2018, contre 1 628 en 2013 et 1 660 en 2008. Le nombre d'actifs ayant un emploi résidant dans la commune est de 1 564, soit un indicateur de concentration d'emploi de 101,9 % et un taux d'activité parmi les 15 ans ou plus de 51,9 %.
Sur ces 1 564 actifs de 15 ans ou plus ayant un emploi, 279 travaillent dans la commune, soit 18 % des habitants. Pour se rendre au travail, 84,7 % des habitants utilisent un véhicule personnel ou de fonction à quatre roues, 5,5 % les transports en commun, 7,1 % s'y rendent en deux-roues, à vélo ou à pied et 2,8 % n'ont pas besoin de transport (travail au domicile).

### Activités hors agriculture

#### Secteurs d'activités
472 établissements sont implantés  à Caissargues au 31 décembre 2019. Le tableau ci-dessous en détaille le nombre par secteur d'activité et compare les ratios avec ceux du département,.
| Secteur d'activité                                                                                        | Commune | Commune | Département |
| Secteur d'activité                                                                                        | Nombre  | %       | %           |
| --- | ------- | ------- | ----------- |
| Ensemble                                                                                                  | 472     | 100 %   | (100 %)     |
| Industrie manufacturière, industries extractives et autres                                                | 29      | 6,1 %   | (7,9 %)     |
| Construction                                                                                              | 76      | 16,1 %  | (15,5 %)    |
| Commerce de gros et de détail, transports, hébergement et restauration                                    | 143     | 30,3 %  | (30 %)      |
| Information et communication                                                                              | 9       | 1,9 %   | (2,2 %)     |
| Activités financières et d'assurance                                                                      | 19      | 4 %     | (3 %)       |
| Activités immobilières                                                                                    | 23      | 4,9 %   | (4,1 %)     |
| Activités spécialisées, scientifiques et techniques et activités de services administratifs et de soutien | 83      | 17,6 %  | (14,9 %)    |
| Administration publique, enseignement, santé humaine et action sociale                                    | 49      | 10,4 %  | (13,5 %)    |
| Autres activités de services                                                                              | 41      | 8,7 %   | (8,8 %)     |

Le secteur du commerce de gros et de détail, des transports, de l'hébergement et de la restauration est prépondérant sur la commune puisqu'il représente 30,3 % du nombre total d'établissements de la commune (143 sur les 472 entreprises implantées  à Caissargues), contre 30 % au niveau départemental.

#### Entreprises et commerces
Les cinq entreprises ayant leur siège social sur le territoire communal qui génèrent le plus de chiffre d'affaires en 2020 sont : 
- Bastide Le Confort Medical, location et location-bail d'autres biens personnels et domestiques (240 444 k€)
- Techniques Francaises D'export - Tfe, autres intermédiaires du commerce en produits divers (40 732 k€)
- Bastide Groupe, location et location-bail d'autres biens personnels et domestiques (9 997 k€)
- Peinture Antico Diffusion - Pad, fabrication de peintures, vernis, encres et mastics (8 486 k€)
- Tissot Electricite, travaux d'installation électrique dans tous locaux (3 938 k€).

### Agriculture
La commune est dans la « Plaine Viticole », une petite région agricole occupant le  sud-est du département du Gard. En 2020, l'orientation technico-économique de l'agriculture  sur la commune est la polyculture et/ou le polyélevage. 
|               | 1988 | 2000 | 2010 | 2020 |
| ------------- | ---- | ---- | ---- | ---- |
| Exploitations | 22   | 15   | 29   | 20   |
| SAU (ha)      | 758  | 829  | 825  | 612  |

Le nombre d'exploitations agricoles en activité et ayant leur siège dans la commune est passé de 22 lors du recensement agricole de 1988  à 15 en 2000 puis à 29 en 2010 et enfin à 20 en 2020, soit une augmentation de 9 % en 32 ans. Le même mouvement est observé à l'échelle du département qui a perdu pendant cette période 61 % de ses exploitations,. La surface agricole utilisée sur la commune a également diminué, passant de 758 ha en 1988 à 612 ha en 2020. Parallèlement la surface agricole utilisée moyenne par exploitation a baissé, passant de 34 à 31 ha.

## Culture locale et patrimoine

### Lieux et monuments
- Les arènes, situées au centre du village, sont un lieu typique de nombreux villages de la région.
- Un pigeonnier se trouve sur la place du village.
- Le bâtiment de la Poste (anciennement le clocher), l'église, l'ancienne mairie et le château sont les quatre plus anciens bâtiments de la commune.
- Église Notre-Dame de Caissargues.

## Héraldique
| Blason de Caissargues | Blason  | D'azur au chevron d'or accompagné de trois poules d'eau d'argent, celles du chef affrontées, au chef du même chargé de trois étoiles de gueules. |
| Blason de Caissargues | Détails | |